# Nicky Larson (film, 2024)
Pour les articles homonymes, voir Nicky Larson.
Pour plus de détails, voir Fiche technique et Distribution.
Nicky Larson (シティーハンター, Shitī Hantā, littéralement City Hunter) est un film japonais réalisé par Sato Yuichi, sorti en 2024. Le long métrage, adapté du manga shōnen City Hunter signé Tsukasa Hōjō, est une exclusivité du service de streaming Netflix, lequel officie également comme producteur.

## Synopsis
Tireur d'élite, combattant hors pair et coureur incorrigible, Nicky Larson résout des affaires aux côtés de son meilleur ami, Tony Marconi. Alors qu'ils sont chargés de retrouver la jeune Kimy, leur investigation prend une tournure dramatique : Tony est violemment assassiné sous les yeux de Laura, sa sœur cadette. À la mort de son coéquipier, Nicky se lance sur les traces des meurtriers. Mais, des sombres recoins de Tokyo au milieu flamboyant du cosplay, son enquête piétine. Sa tâche est d'autant moins aisée qu'il se retrouve flanqué de Laura, bien décidée à se venger. Bientôt, le duo découvre qu'une mystérieuse drogue sévit dans la capitale, décuplant les forces et provoquant la folie de ceux qui se l'injectent.

## Fiche technique
Sauf indication contraire, les informations mentionnées dans cette section peuvent être confirmées par la base de données cinématographiques IMDb,  présente dans la section « Liens externes ».
- Titre original : City Hunter (シティーハンター, Shitī Hantā?)
- Titre français : Nicky Larson
- Réalisation : Sato Yuichi
- Scénario : Mishima Tatsuro, d'après l'oeuvre de Tsukasa Hōjō
- Musique : Yoshihide Ōtomo
- Décors : Hiroo Kobayashi
- Costumes : Kumiko Ogawa, Shuhei Sakaue
- Photographie : Motonobu Kiyoku
- Montage : Takuya Taguchi
- Production : Kôsuke Oshida, Keisuke Sanpei
- Production déléguée : Shinichi Takahashi
- Sociétés de production : HoriPro et Netflix
- Sociétés de distribution : Netflix
- Pays de production :  Japon
- Langue originale : japonais
- Format : couleur
- Genre : comédie policière, action
- Durée : 104 minutes
- Date de sortie : 25 avril 2024 (sortie mondiale sur Netflix)
- Classification :
  - Déconseillé aux moins de 16 ans sur la plateforme Netflix[1].

## Distribution

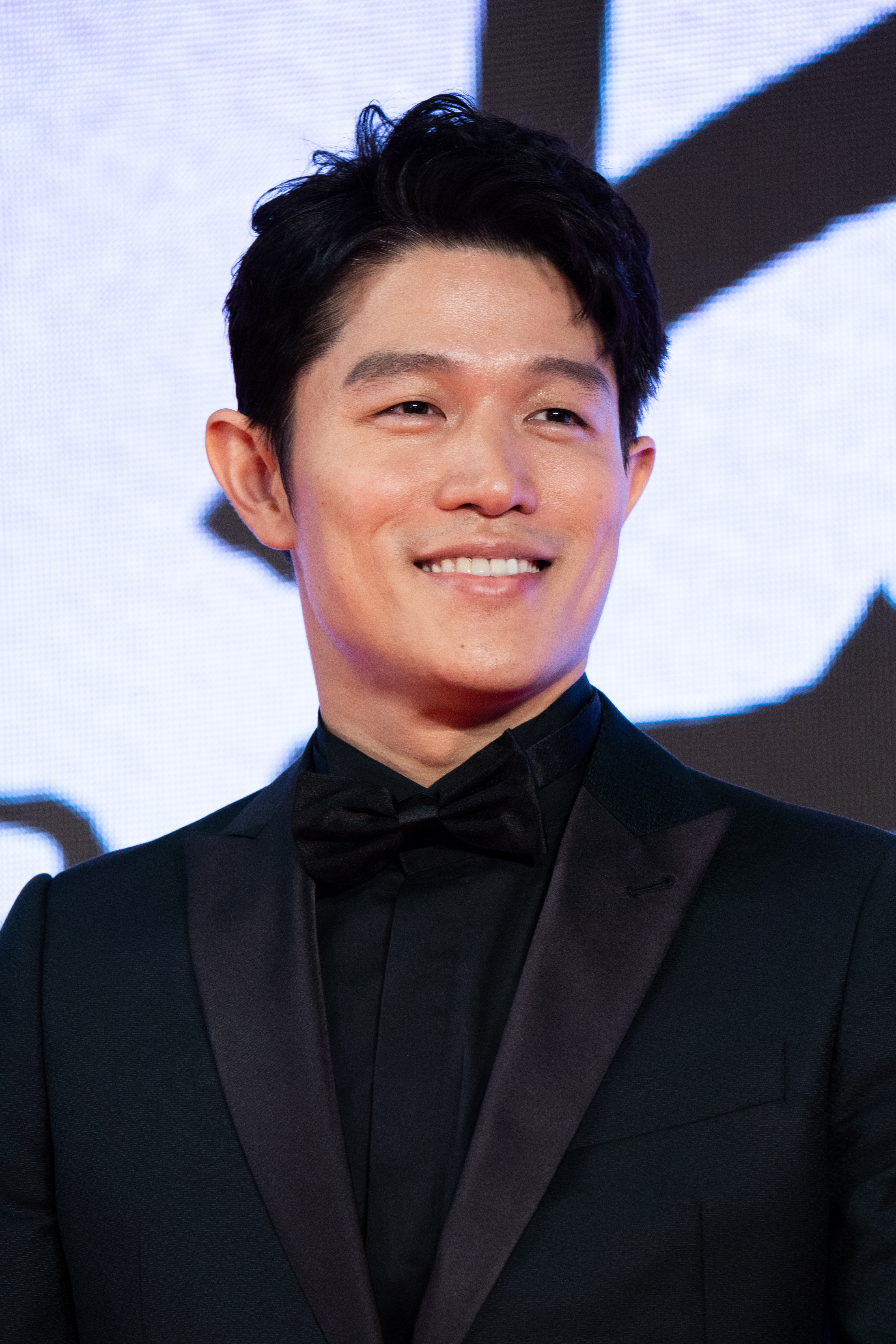
Ryohei Suzuki, l'interprète du personnage principal.

- Ryohei Suzuki (VF : Arthur Khong) : Nicky Larson / Ryô Saeba
- Misato Morita (VF : Karine Foviau) : Laura Marconi / Kaori Makimura
- Masanobu Andô (VF : Jérémy Bardeau) : Tony Marconi / Hideyuki Makimura
- Fumino Kimura (VF : Kelly Marot) : Hélène Lamberti / Saeko Nogami
- Asuka Hanamura (VF : Lila Lacombe) : Kimy / Kurumi
- Isao Hashizume (VF : Féodor Atkine) : Angelo / Akutsu
- Takaya Sakoda (VF : Franck Capillery) : Fox / Kunio Konno
- Misaki Ayame (VF : Geneviève Doang) : Tina Seta / Seta Tsukino
- Tetta Sugimoto (VF : Charles Uguen) : Albert Hurt / Akitaka Ito
- Moemi Katayama (VF : Lauryanne Philippe) : Scorpion / Sasori
- Yasushi Ami (crédité sous le nom Ami201) : L'Ours / Higuma

Note : Pour la diffusion française, les personnages sont nommés selon le doublage francophone de la série animée. La version française est dirigée par Fabrice Josso au studio Dubbing Brothers et l'adaptation est signée Nicolas Mourguye.
 Source et légende : version française (VF) sur RS Doublage et cartons du doublage français.

## Production

### Genèse et développement
Si des adaptations hongkongaise et françaises existaient déjà, de même qu'un drama coréen du même nom très vaguement inspiré de l'univers, ce long métrage est le premier film japonais en live action tiré de l'œuvre de Tsukasa Hōjō.
L'esprit général du manga est respecté, incluant un héros érotomane, très sensible aux charmes féminins, accro à la pornographie et adepte de l'humour graveleux. Toutefois, la nature perverse de Nicky / Ryo est légèrement adoucie pour s'adapter au public contemporain : « Nous avons établi pour règle que [Nicky], dans notre version, ne toucherait pas le corps de quelqu'un sans son consentement » précise son interprète, Ryohei Suzuki. Des coordinatrices d'intimité sont également présentes sur le plateau.
De la même façon, Laura Marconi / Kaori Makimura (campée par Misato Morita) est repensée comme une héroïne plus indépendante et plus forte, qui n'a pas « besoin d'être protégée par un homme ».
Ryohei Suzuki définit le long-métrage comme « romantique, idiot, réconfortant et extrêmement cool », porté par la volonté d'être accessible à tous. L'acteur a en outre salué le projet de Philippe Lacheau, lequel avait transposé Nicky Larson au cinéma dans Le parfum de Cupidon : « la version française était vraiment bien faite, je me suis dit : merci Philippe Lacheau ! ».

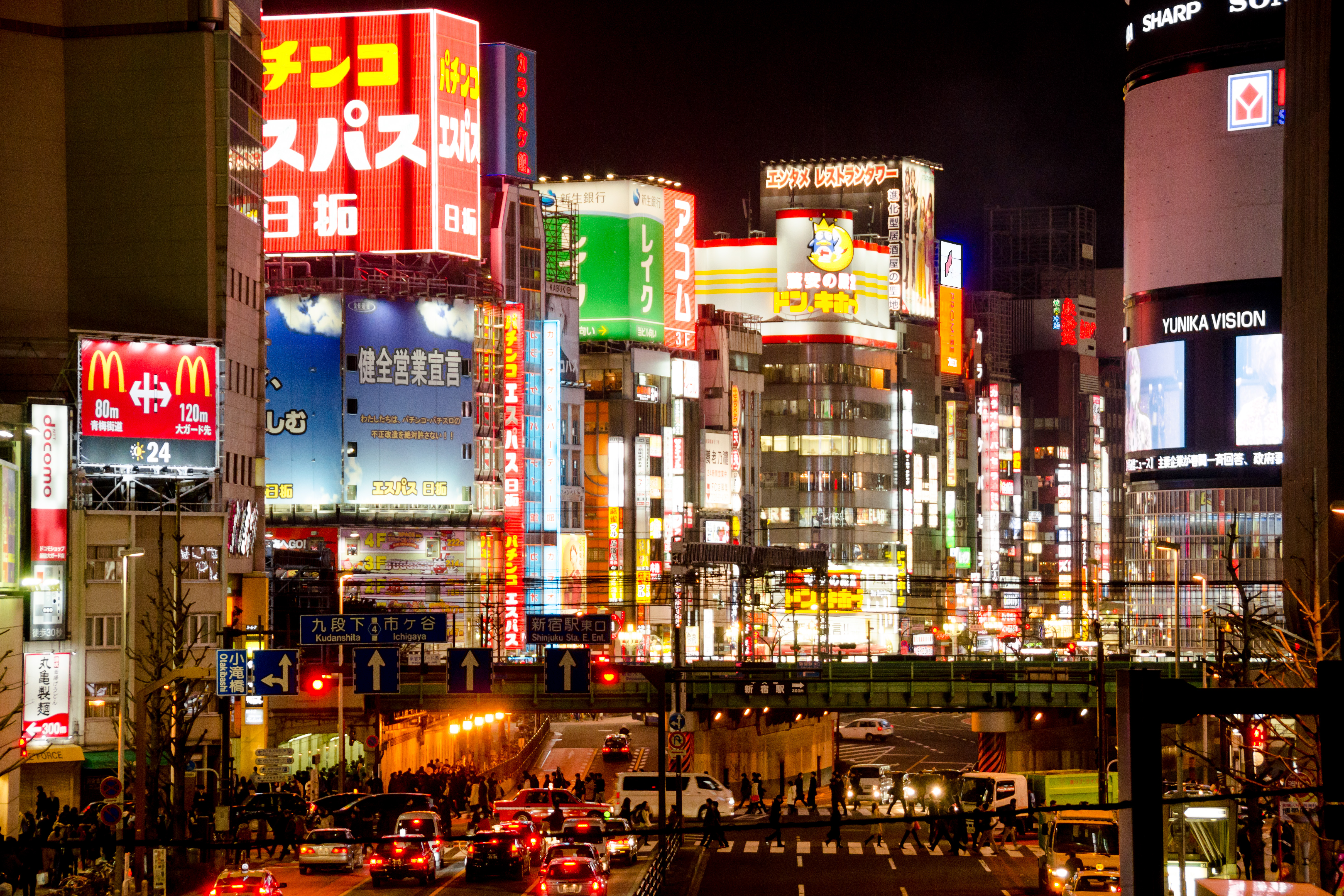
L'arrondissement Shinjuku, de nuit.

### Tournage
Le tournage se déroule en partie à Tokyo (dont l'arrondissement cosmopolite de Shinjuku), conformément à l'intrigue. Plusieurs séances sont néanmoins tournées dans d'autres villes nippones telles que Chiba, Nagara, Yokohama ou encore dans les environs de Hamamatsu et Nagoya.

## Sortie et accueil

### Accueil public
La sortie du long-métrage sur Netflix fait rapidement sensation. En France, il est le film le plus visionné de la plateforme, vingt-quatre heures seulement après sa sortie, devançant le blockbuster Rebel Moon - Parie 2 de Zack Snyder. Nicky Larson figure également dans le top 10 d'une trentaine de territoires et prend la tête des visionnages dans une dizaine de pays.
Allociné récolte une bonne moyenne de 3,5/5 pour les spectateurs et SensCritique ressence une note globale de 6,2/10 auprès de ses internautes.
La presse se montre assez enthousiaste : le respect du manga, la prestation de son acteur principal et l'émotion véhiculée par le jeu de Misato Morita (Laura Marconi / Kaori Makimura) sont largement salués[réf. nécessaire].

#### Avis positifs
Télérama voit dans ce Nicky Larson « un film noir de série B » et loue une « transposition en prises de vues réelles plus fidèle que les précédentes », qu'il s'agisse de celle avec Jackie Chan (Niki Larson) ou avec Philippe Lacheau (Nicky Larson et le Parfum de Cupidon) .
Selon HuffPost, le « nouveau live action Nicky Larson peut se targuer d’être réussi et le manga de Tsukasa Hōjō consolide sa place dans le club fermé des œuvres qui ont eu le droit à de très bonnes adaptations ».
Télé-Loisirs se montre tout aussi élogieux : « Au programme, une longue fusillade contre des dizaines d'adversaires surarmés qui fait penser à du John Woo, maître hong-kongais de l'action, ou un combat mano à mano face à une méchante particulièrement revêche... [...]  Le tout culmine dans un final spectaculaire et déchirant. Oui, vraiment, on est loin du Club Dorothée. Mais c'est sans doute une bonne chose ».

#### Avis mitigés
Pour le site Journal du Geek, cette version 2024 s'avère « une adaptation absolument honorable de City Hunter avec ses personnages et son univers. Drôle et pas avare en action, on retrouve tout ce qui fait le sel du manga. Dommage que le film doive se restreindre au cadre austère imposé par Netflix pour ses productions génériques qui le pousse, si ce n'est vers le bas, du moins du côté de l'oubliable ».
JeuxActu partage ce ressenti : « Tout cela aurait pu virer au graveleux un peu gênant ou maladroit si l'acteur en question n'était pas parvenu à retranscrire l'esprit de Ryo Saeba / Nicky Larson, mais là encore, la production a eu un flair incroyable en proposant le rôle de notre détective au comédien Ryohei Suzuki [...], il est capable de passer du sérieux au côté absolument pervers et burlesque de Ryo Saeba en un claquement de doigt. Jamais il n'est ridicule, il est à chaque fois dans le bon ton. [...] On pourrait donc croire que tout est parfait jusque-là, mais il y a tout de même des choses qui sont moins peaufinées, moins convaincantes, notamment dans la réalisation du film. Rien de dramatique ni de scandaleux, mais on reste sur une mise en scène globalement assez timide, assez générique ».

#### Avis négatifs
Moins convaincu, Première regrette la fidélité au matériel de base, arguant que le « film Netflix ne fait que reproduire, pendant 1h40, un épisode vieux de 40 ans ».
L'écho est similaire du côté de Slate : « Ça reste encore et toujours l'histoire d'un enquêteur obsédé (et aussi un peu cœur d'artichaut), et comme celui-ci se prend moins de coups de maillet que dans les autres versions, il y a de quoi avoir envie de hurler. C'est bien dommage, car à cette immense réserve près ce Nicky Larson 2024 est un polar franchement prenant, qui se permet de larges incursions dans le film de genre [...]. Le bilan est tout de même un peu triste, puisque le meilleur du film réside dans tout ce qui ne relève pas de l'ADN de City Hunter ».

### Controverse

L'emploi des prénoms francisés tels qu'utilisés dans la série animée n'a pas fait l'unanimité auprès du public français.

Le visionnage français suscite la désapprobation de certains spectateurs qui remettent en cause le choix de Netflix France d'avoir repris les noms francisés de la série d'animation, au détriment des identités japonaises.
Ainsi, ces critiques estiment qu'il s'agit avant tout d'une méthode marketing visant à jouer sur la nostalgie des spectateurs et non d'une volonté artistique. « Seul Lacheau a conservé les noms français pour son adaptation. Mais avec une action se déroulant en France et rendant ouvertement hommage au Club Dorothée ; il ne pouvait en être autrement. Si on parle de tout ça, c’est parce que ce qui peut encore passer, à la limite, dans un film d’animation ou dans une adaptation française, devient complètement ridicule dès lors que les événements et le casting sont marqués géographiquement. [...] De là, on s’interroge fortement sur le parti-pris de Netflix France. [...] Le choix de se positionner en France sur Nicky Larson est donc uniquement pour attirer le fan » analyse l'équipe de Journal du Geek.